# Electrophaes granitalis
Electrophaes granitalis är en fjärilsart som beskrevs av Butler 1881. Electrophaes granitalis ingår i släktet Electrophaes och familjen mätare. Inga underarter finns listade i Catalogue of Life.